# Syngonium mauroanum
Syngonium mauroanum är en kallaväxtart som beskrevs av Birdsey och George Sydney Bunting. Syngonium mauroanum ingår i släktet Syngonium och familjen kallaväxter. Inga underarter finns listade.